# Индустри (Калифорнија)
Индустри (енгл. Industry, IPA: /ˈɪndəstri/) град је у америчкој савезној држави Калифорнија. По попису становништва из 2010. у њему је живело 219 становника.

## Демографија
Према попису становништва из 2010. у граду је живело 219 становника, што је 558 (71,8%) становника мање него 2000. године.
| Група             | 2000.       | 2010.       |
| Белци             | 209 (26,9%) | 83 (37,9%)  |
| Афроамериканци    | 33 (4,2%)   | 1 (0,5%)    |
| Азијати           | 30 (3,9%)   | 18 (8,2%)   |
| Хиспаноамериканци | 468 (60,2%) | 115 (52,5%) |
| Укупно            | 777         | 219         |